# Нижняя Майка
Нижняя Майка (баш. Түбәнге Майҡы) — деревня в Кугарчинском районе Республики Башкортостан Российской Федерации. Входит в состав Мраковского сельсовета.

## География

### Географическое положение
Расстояние до:
- районного центра (Мраково): 7 км,
- ближайшей ж/д станции (Мелеуз): 74 км.

## Население
| 2002 | 2009 | 2010 |
| ---- | ---- | ---- |
| 12   | ↘4   | ↘2   |

Национальный состав
Согласно переписи 2002 года, преобладающая национальность — русские (90 %).